# Arturo Annecchino
Arturo Annecchino (Caracas, 9 gennaio 1954) è un compositore e pianista venezuelano naturalizzato italiano.

## Biografia
Romano d'adozione, è autore di musica per teatro e danza. Ha collaborato con registi e artisti della scena nazionale e internazionale. Dai primi anni novanta partner artistico del regista Peter Stein, ha composto le musiche non solo per gli spettacoli del maestro tedesco, ma anche per altri artisti tra cui: Alfredo Arias, Susan Sontag, Massimo Castri, Deborah Warner, Valerio Binasco, Luigi Squarzina, Janush Kika, Giuseppe Patroni Griffi, Jean Claude Berutti, René de Ceccatty, Attilio Corsini, Lindsay Kemp, Sosta Palmizi, Glauco Mauri, Giorgio Ferrara, Paolo Magelli, Walter Pagliaro, Luca Zingaretti, Massimo Giuseppe Chiesa.
Autore di opere radiofoniche, ideatore di performance teatrali, ha affrontato con gli album Midnight Piano (2007) e Midnight Piano 2 (2009) la ricerca della musica “pura” affidata ai timbri del pianoforte solo, mentre nel terzo capitolo, diventato Midpiano 3, affianca al suo strumento elementi e musicisti derivati dalla musica tradizionale, dal rock e dalla musica contemporanea.
Annecchino ha lavorato per il cinema d'autore, collaborando agli ultimi film di Sergio Castellitto, ottenendo una nomination come "migliore canzone" (Twice born) per il film Venuto al mondo del regista sopracitato.

## Filmografia parziale
- Fortunata, regia di Sergio Castellitto (2017)
- Il materiale emotivo, regia di Sergio Castellitto (2021)